# Božidar Avramov
Pour les articles homonymes, voir Avramov.
Božidar Avramov, (en bulgare : Божидар Свиленов Аврамов), né le 8 mars 1990 à Varna, en Bulgarie, est un joueur bulgare de basket-ball, évoluant au poste d'arrière.

## Palmarès
- Championnat de Roumanie :
  - Vainqueur : 2015.
- Championnat de Bulgarie :
  - Vainqueur : 2017.
- Coupe de Bulgarie :
  - Vainqueur : 2011, 2012, 2013.
- EuroCoupe :
  - Vainqueur : 2010.
- Ligue internationale des Balkans :
  - Vainqueur : 2018.